# Tammerfors stift

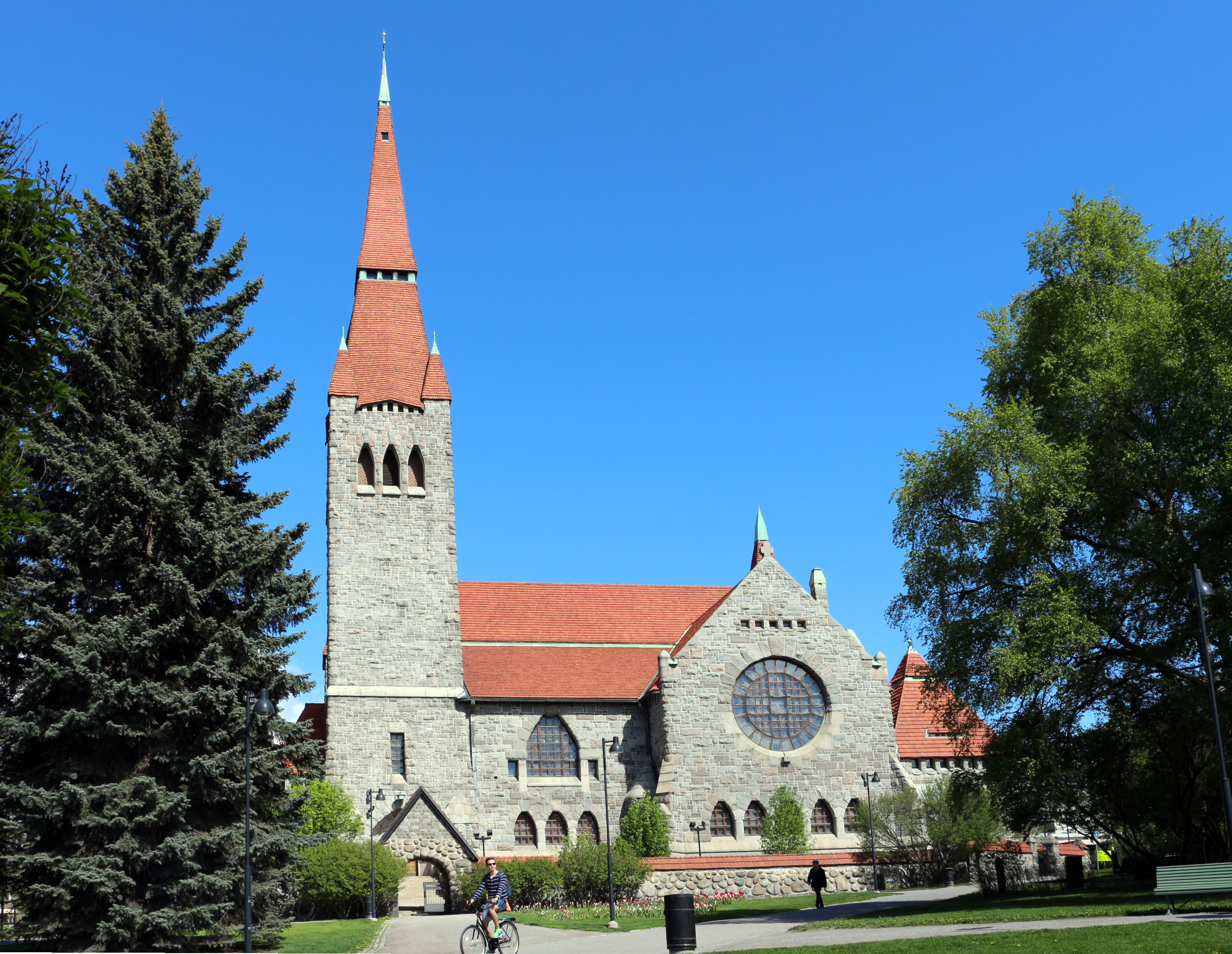
Tammerfors domkyrka

Tammerfors stift är ett av de nio stiften i Evangelisk-lutherska kyrkan i Finland. Stiftets domkyrka är Tammerfors domkyrka sedan år 1923. Biskop för stiftet är Matti Repo sedan år 2008. I januari 2012 var stiftet indelat i åtta prosterier som omfattade 55 församlingar och 3 kyrkliga samfälligheter.

## Historia
Gustav Vasa grundade år 1554 Viborgs stift genom att avskilja den östra delen av Åbo stift från den västra. Eftersom Sverige förlorade det stora nordiska kriget mot Ryssland 1721, var man tvungen att flytta biskopssätet till Borgå. Därifrån flyttades sätet vidare till Tammerfors år 1923, då man i stället grundade det nya finlandssvenska stiftet Borgå stift.

## Prosterier i Tammerfors stift
1. Domprosteriet
2. Tavastehus prosteri
3. Kangasala prosteri
4. Tavastkyro prosteri
5. Tammela prosteri

## Biskopar i Tammerfors stift
- Biskopar av Viborg 1554-1923
  - Paul Juusten 1554-1563
  - Canutus Johannis 1563-1564
  - Eerik Härkäpää 1568-1578
  - Olaus Elimaeus 1618-1629
  - Nicolaus Magni Carelius 1630-1632
  - Gabriel Melartopaeus 1633-1641
  - Petrus Bjugg 1642-1656
  - Nicolaus Nycopensis 1658-1664
  - Petrus Brommius 1664-1672
  - Abraham Thauvonius 1672-1679
  - Henrik Carstenius 1679-1683
  - Petrus Bång 1681-1696
  - Petrus Laurbecchius 1696-1705
  - David Lund 1705-1711
  - Johannes Gezelius den yngste 1721-1723

### Biskopar av Borgå 1723-1923
| biskop | biskop                       | under tiden | tilläggsuppgifter |
| ------ | ---------------------------- | ----------- | --- |
|        | Johannes Gezelius den yngste | 1721–1733   | |
|        | Daniel Juslenius             | 1734–1743   | |
|        | Johan Nylander               | 1745–1761   | |
|        | Gabriel Fortelius            | 1762–1788   | |
|        | Paul Krogius                 | 1789–1792   | |
|        | Zacharias Cygnaeus           | 1792–1809   | |
|        | Magnus Jakob Alopaeus        | 1809–1818   | |
|        | Zacharias Cygnaeus den yngre | 1819–1820   | |
| \|     | Johan Molander               | 1821–1837   | |
|        | Carl Gustaf Ottelin          | 1838–1864   | |
|        | Frans Ludvig Schauman        | 1865–1878   | Var en av de drivande krafterna bakom den framsynta Kyrkolagen 1868, som började lösgöra kyrkan från statsförvaltningen och gav kyrkan ett eget högsta beslutande kyrkomöte |
|        | Anders Johan Hornborg        | 1878–1883   | |
|        | Johan Viktor Johnsson        | 1884        | |
|        | Carl Henrik Alopaeus         | 1885–1892   | |
|        | Herman Råbergh               | 1892–1920   | |
|        | Jaakko Gummerus              | 1920–1923   | |

- Biskopar av Tammerfors 1923-
  - Jaakko Gummerus 1923-1933
  - Aleksi Lehtonen 1934-1945
  - Eelis Gulin 1945-1966
  - Erkki Kansanaho 1966-1981
  - Paavo Kortekangas 1981-1996
  - Juha Pihkala 1997-2008
  - Matti Repo 2008-